# Gal Fridman
Gal Fridman (hebräisch גל פרידמן; * 16. September 1975 in Karkur, Israel) ist ein israelischer Windsurfer und Olympiasieger.
Bei den Olympischen Sommerspielen 1996 in Atlanta gewann er die Bronzemedaille, bei den
Olympischen Sommerspielen 2004 gewann er die erste olympische Goldmedaille in der Geschichte Israels.
Darüber hinaus holte Fridman mehrfach Medaillen bei Europa- und Weltmeisterschaften.
Gal Fridman war Schüler an der Democratic School of Hadera.